# برت گلدشتاین
برت گلدشتاین (انگلیسی: Brett Goldstein؛ زادهٔ ۴ مارس ۱۹۸۰) بازیگر و کارگردان اهل بریتانیا است. از فیلم‌ها یا برنامه‌های تلویزیونی که وی در آن نقش داشته‌است می‌توان به تد لسو و گره اشاره کرد.
همچنین سریال Shrinking به کارگردانی او هم اکنون در حال پخش می‌باشد.